# Yukio Mishima
En aquest nom japonès, el cognom és Mishima.
Yukio Mishima (japonès: 三島 由紀夫)  (Tòquio, 14 de gener de 1925 - Tòquio, 25 de novembre de 1970) pseudònim de Kimitake Hiraoka (japonès: 平岡 公威, Hiraoka Kimitake) fou un destacat escriptor i dramaturg japonès de la literatura japonesa contemporània. Als ulls de la cultura occidental és un dels anomenats escriptors «maleïts», per la seva fascinació per la mort, la seva vida excessiva inclòs el seu suïcidi ritual per seppuku, la seva suposada proximitat al feixisme, i per la seva homosexualitat. Va ser proposat tres vegades al Premi Nobel de Literatura, sense èxit. Mishima era un nacionalista especial. Va ser odiat pels políticament esquerrans, en particular perquè mantenia el codi dels samurais. Tingué una vida d’escriptor intensa i rebel que representà el Japó de la seva època. Tot i que tradicionalista, gaudí de la forma de vida occidental i llegà al món un magnífic retrat de l'era Showa.
| « | Yukio Mishima ha estat, probablement, l’home que millor ha encarnat l’esperit convuls del Japó que va viure durant l’era Showa: expansió, guerra, ocupació i canvi. | » |

## Biografia

### Infantesa i joventut

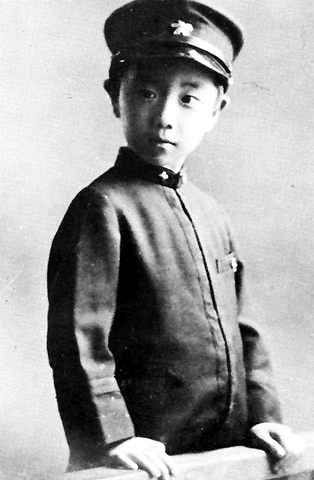
El jove Mishima l'abril de 1931

El seu nom de naixement era Kimitake Hiraoka. Va néixer a la casa dels seus avis a Tòquio. La família Hiraoka era de classe mitjana-alta; el seu pare, Azusa, era un funcionari del govern, tot i que la seva família, d'origen humil, havia ascendit gràcies a la major mobilitat social que s'havia produït des de la Reforma Meiji; la seva mare, Shizue, era la filla d'un director d'escola. Quan va néixer Mishima tenia vint-i-dos anys.
La infantesa de Mishima va ser dominada per l'ombra de la seva àvia, Natsu, que va educar-lo separadament de la seva família durant anys. L'àvia tenia pretensions aristocràtiques i era propensa a la violència i a la morbositat. De forma ocasional Mishima al·ludeix a aquesta àvia en les seves obres. Alguns biògrafs atribueixen a l'àvia Nautsu la fascinació per la mort que sentia Mishima. Natsu no va permetre que Mishima fes exercicis a l'aire lliure ni que jugués amb altres nois, Mishima va passar molt de temps jugant amb les seves cosines i les seves nines. Moltes d'aquestes qüestions autobiogràfiques les reflecteix a la seva segona nivel·la, Confessions d'una màscara.
Als sis anys Mishima entrà en un col·legi d'elit Gakushuin (学習院). Als 12, Mishima va començar a escriure les seves primeres obres. Li agradaven molt Oscar Wilde, Rainer Maria Rilke i nombrosos autors clàssics japonesos, especialment Tachihara Michizō. A aquesta edat Mishima també tornà amb la seva família nuclear. Al seu pare li agradava la disciplina militar i considerava «efeminat» l'interès per la literatura que mostrava el seu fill.
Durant la Segona Guerra Mundial va ser cridat a files però no va arribar a combatre, ja que va fer creure al metge militar que un refredat que tenia eren símptomes de tuberculosi. Practicava el que actualment s'anomena culte al cos. Així mateix, deplorava que els intel·lectuals donessin tanta importància a la ment i tan poca al cos.

### Obra adulta

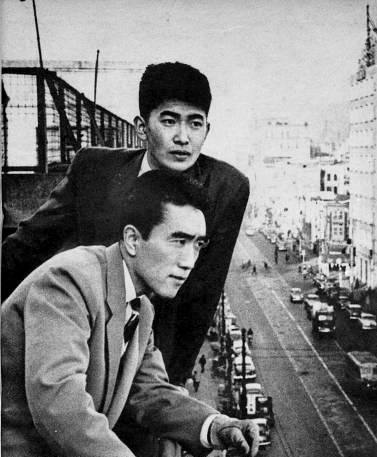
Mishima amb Shintarō Ishihara.

El 1947 va llicenciar-se en dret en la Universitat de Tòquio, però tan sols va exercir la professió durant un any abans de centrar-se en la seva carrera d'escriptor. Va contraure matrimoni amb Yoko (que va morir el 1995), i va tenir un fill i una filla, Ichiro i Noriko. No obstant això, tot i el seu matrimoni, ell mateix relata molts episodis homosexuals al llarg de la seva vida. Per exemple, a la novel·la autobiogràfica “Confessions d’una màscara”, explica que son pare havia portat un llibre de fotografies d’obres d’art a casa. El jove artista va fixar-se en els enfortits cossos masculins d’aquelles fotografies, molt concretament en el Sant Sebastià de Guido Reni (1575-1642). Mishima escriu què va succeir-li al jove protagonista de Confessions d’una màscara quan va topar-se amb aquella bella imatge renaixentista: “A l’instant en què la meva vista anà vers aquell quadre, tot el meu ésser s’estremí d’un goig pagà. Se m’enervà la sang i se m’inflaren els engonals com bombejats per la ira. Aquella part monstruosa del meu ésser que estava a punt d’esclatar esperà que l’utilitzés, amb una passió mai sentida, acusant-me per ma ignorància, panteixant indignada. Les meves mans, de forma totalment inconscient, iniciaren uns moviments que ningú els havia ensenyat. Sentí com quelcom secret i radiant s’elevava, amb pas frenètic, per atacar-me des de dins de mi mateix. De sobte esclatà i provocà al seu torn una encegadora embriaguesa…”
En Mishima tenia vint-i-quatre anys quan l’any 1949 va publicar la novel·la autobiogràfica Kamen no kokuhaku (Confessions d’una màscara) que acabem de citar. Aquesta el va convertir en un autor consagrat per al públic lector i als crítics literaris, i en un creador que gaudia del reconeixement d’escriptors de renom com ara Yasunari Kawabata, que ben aviat li va donar suport i el va animar a dedicar-se a la literatura. Així, doncs, després de la guerra es va consolidar com a escriptor d'èxit amb una metodologia molt rigorosa. A ‘Confessions d’una màscara’ (1949), seguiren Ai no kawaki (‘Enuig de l’amor’, 1950) i Kinshoku (‘El color prohibit’, 1951-53). Poc a poc va evolucionar de l’esteticisme vers la recerca de l’equilibri clàssic, que culminà amb Kinka kuji (‘Pavelló daurat’, 1956) i Hashitsukushi (‘El pont estès’, 1956). A partir d’aleshores, s’inclinà ideològicament cap a les dretes i la defensa cultural. Publicà, entre altres obres, Yukoku (‘El país millor’, 1960) i Eirei no koe (‘La veu dels herois caiguts’, 1966) i més tard Taiyo to tetsu (‘El sol i el ferro’, 1965-68) i els quatre volums de Hojo no umi (‘El mar fèrtil’, 1965-70).
Mishima, a més de ser un escriptor disciplinat i versàtil de novel·les i contes, també va fer assaigs i obres de teatre (kabuki) amb versions dels drames tradicionals noh. Mishima també va ser actor. A les ordres del director Yasuzo Masumura participà en la pel·lícula Karakkaze Yarō (Por de morir), del 1960. També aparegué en dues pel·lícules basades en contes breus seus: Yukoku (Patriotisme), dirigida pel mateix Mishima i Domoto Masaki (1966), i Kurotokage (Llangardaix negre), dirigida per Kinji Fukasaku (1968); i en Hitokiri, de Hideo Gosha (1969).

### L'últim vers
Poc abans de suïcidar-se es va fer un homenatge pòstum en vida. Va pactar amb uns grans magatzems de Tòquio fer una exposició antològica de la seva vida i obra. L’exposició estava dividia en quatre sales que es corresponien amb quatre rius pels quals havien navegat les seves activitats i que ara confluirien a “El Mar de la Fertilitat”: La seva obra més exquisida. A l’exposició, a part de manuscrits, llibres, fotografies o cartells explicatius en la seva pròpia cal·ligrafia, s’hi podien veure objectes personals i tenia un catàleg de 82 pàgines carregades de fotografies amb les guardes del llibret de color negre. El mateix color en que va fer entapissar les parets. A l’exposició hi destacava, sobre un pedestal cobert per una tela negra, una catana del segle XVI: la mateixa que el decapitaria 20 dies després.

### Cop d'estat i suïcidi

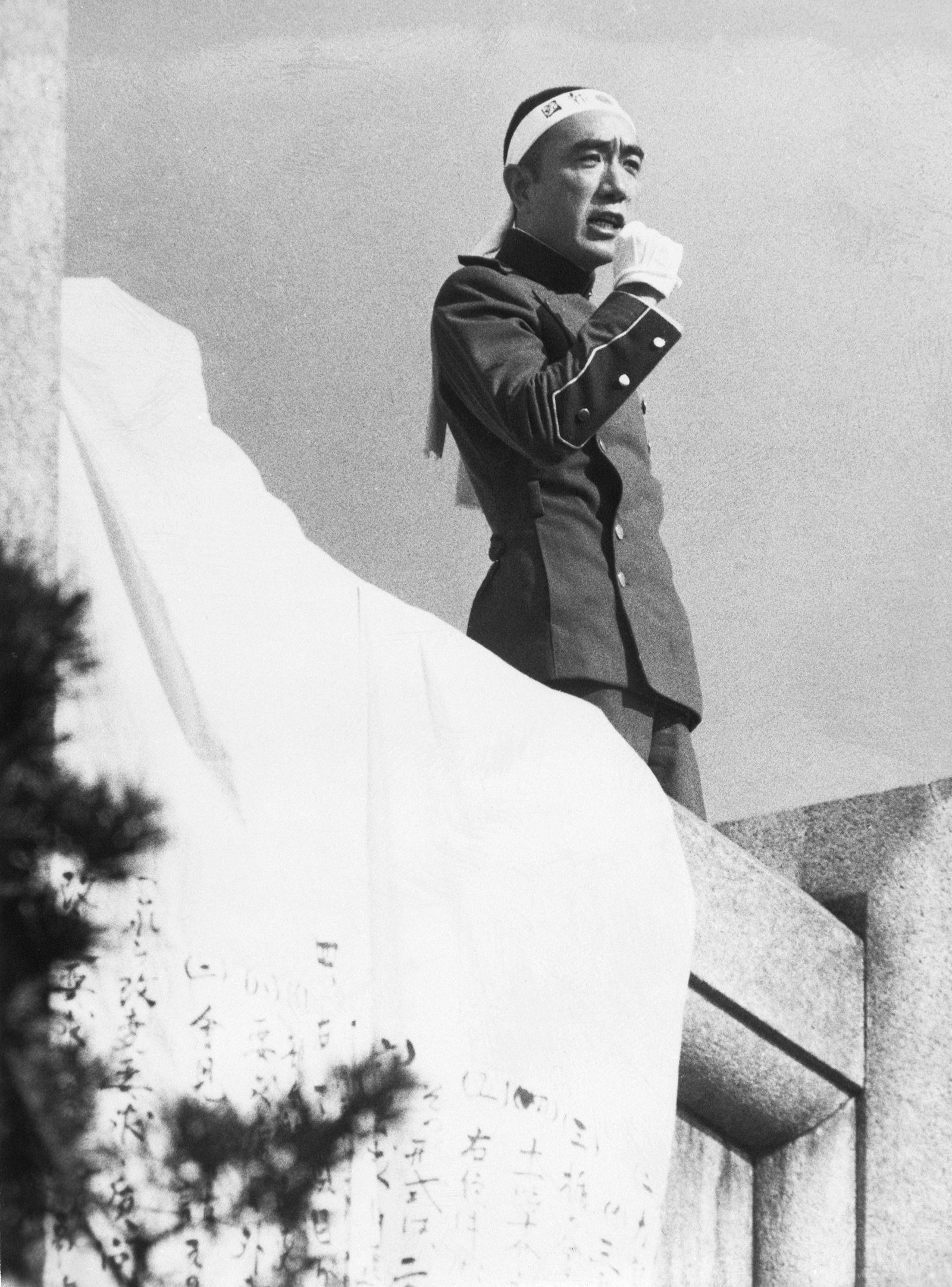
Mishima dona el seu darrer discurs poc abans de suïcidar-se, el 25 de novembre de 1970.

El 25 de novembre de 1970, Mishima i quatre persones més de la seva milícia privada, el Tatenokai, entraven al quarter de la Divisió Oriental de l'Exèrcit, forces d'autodefensa a les quals Mishima s'havia unit tres anys abans. A dins va fer un discurs als vuit-cents homes del regiment exhortant-los a fer un cop d'estat. Denuncià la decadència del Japó contemporani i expressà la necessitat de restaurar els poders de l'emperador. No fou secundat i, a causa d'això, Mishima va suïcidar-se pel sistema ritual del seppuku, tallant el seu ventre d'esquerra a dreta. Havent preparat meticulosament el suïcidi, va voler escriure amb la seva pròpia sang el caràcter d'espasa, però no va poder a causa del dolor. Per acabar amb el seppuku, dos dels seus ajudants el van decapitar. John Nathan, amic i biògraf de l'escriptor afirma que el cop d'Estat només va ser un pretext per a cometre suïcidi.
L'incident i la mort de Mishima van causar gran impacte a nivell mundial. Arran d'això, la seva vida ha cridat l'atenció i, per exemple es va dur a terme la pel·lícula Mishima: A Life in Four Chapters (Mishima: una vida en quatre capítols) del director Paul Schrader l'any 1985.

## Una querella pòstuma dels fills: drets d'autor o homofòbia?
El 1998, l'escriptor Jiro Fukushima va publicar un llibre on descrivia la seva relació sexual amb Mishima des de 1951 i citava la correspondència personals entre ambdós. El mateix any, els fills de Mishima van querellar-se davant els tribunals contra Fukushima perquè se sentien perjudicats per infracció als drets d'autor i el dret de vida privada de llur pare, atès que es publicaven les seves cartes sense la seva autorització. Van apel·lar fins a la Cort Suprema, que va arxivar el cas el novembre del 2000. Segons l'editor de Fukushima, Bungei Shunju, la querella dels fills era més un cas d'homofòbia que de drets d'autor o de vida privada. No hi havia res de personal al llibre de Fukushima que el mateix Mishima no hagués explicitat als seus llibres Confessions d'una màscara i Colors prohibits.

## Obres destacades
Segons John Nathan: «El camí del descobriment i la constatació de la seva homosexualitat el porten a jugar a la tragèdia, en unes obres que mostren el seu procés d'erosió mental. Mishima és l'artista inquiet que necessita escriure per encaixar en el món, per esborrar l'escenari que és la vida.» Deixava enrere una obra extensa que abasta un conjunt de quaranta novel·les, divuit obres de teatre, vint volums de contes i un bon nombre d’assaigs literaris. Vàries de les seves obres, incloses novel·les i relats curts, han estat traduïdes al català.
Novel·les, relats i teatre
| Títol japonès                      | Títol en català                            | Publicació | Data de traducció | Traducció al català      | Editorial           | ISBN          |
| ---------------------------------- | ------------------------------------------ | ---------- | ----------------- | ------------------------ | ------------------- | ------------- |
| 盗賊 Tōzoku                        | Lladres                                    | 1948       |                   |                          |                     |               |
| 假面の告白Kamen no Kokuhaku        | Confessions d'una màscara                  | 1949       | 2021              | Albert Nolla             | Adesiara            | 9788416948635 |
| 愛の渇き Ai no Kawaki              | Set d'amor                                 | 1950       |                   |                          |                     |               |
| 禁色 Kinjiki                       | Colors prohibits                           | 1951       |                   |                          |                     |               |
| 真夏の死 Manatsu no shi            | Mort a ple estiu (relat curt)              | 1952       | 2024              | Albert Nolla             | Edicions del Cràter | 9788412828634 |
| 秘楽 Higyō                         | Plaers secrets                             | 1953       |                   |                          |                     |               |
| 潮騷 Shiosai                       | La remor de les onades                     | 1954       | 2011              | Ko Tazawa Joaquim Pijoan | Amsterdam Llibres   | 9788493905514 |
| 金閣寺 Kinkaku-ji                  | El temple del pavelló daurat               | 1956       | 2011              | Ko Tazawa Joaquim Pijoan | Amsterdam Llibres   | 9788492941520 |
| 憂国 Yūkoku                        | Patriotisme                                | 1961       | 2024              | Albert Nolla             | Edicions del Cràter | 9788412828634 |
| 午後の曳航 Gogo no Eikō            | El mariner que va perdre la gràcia del mar | 1963       | 1984              | Josep Maria Fulquet      | Editorial Proa      |               |
| サド侯爵夫人 Sado Kōshaku Fujin    | Madame de Sade                             | 1965       |                   |                          |                     |               |
| 命売ります Inochi Urimasu          | Una vida en venda                          | 1968       |                   |                          |                     |               |
| わが友ヒットラー Waga Tomo Hittorā | El meu amic Hitler                         | 1968       |                   |                          |                     |               |
| 太陽と鉄 Taiyō to Tetsu            | Sol i acer: art, acció i mort ritual       | 1968       |                   |                          |                     |               |
| 豐饒の海 Hōjō no Umi               | El mar de la fertilitat (tetralogia)       | 1965-1971  |                   |                          |                     |               |
| 女方 Onnagata (et alt)             | 煙草 Tabako i altres contes.               | 1957       | 2024              | Albert Nolla             | Cràter              | 9788412828634 |

#### Teatre de Mishima publicat en català
- Tres peces de teatre noh modern: L'armari, Aoi i El ventall d'Hanjo (català)[32] posades en escena pel grup Teatreneu a Barcelona el 1985.[3]